# Spinifex (plante)
Genre
Classification phylogénétique
Ne pas confondre avec le nom vernaculaire donné à certaines espèces du genre Triodia
Spinifex est un genre de plantes monocotylédones de la famille des Poaceae (Graminées), sous-famille des Panicoideae, originaire du Sud-Est asiatique et d'Australasie, comprenant cinq espèces.
On trouve ces plantes notamment dans les régions côtières humides australiennes. Elles sont souvent utilisées pour fixer les dunes ou les sols le long des plages. C'est en général la première herbe qui colonise les zones sablonneuses du rivage marin car elle tolère l'eau de mer.
Il ne doit pas être confondu avec les spinifex, nom vernaculaire donné en Australie à d'autres espèces de graminées, dont le genre Triodia qui recouvre 22 % des zones semi-désertiques du centre de l'Australie.

## Étymologie
Le nom générique « Spinifex » dérive des termes latins spina (épine) et facere (faire), en référence aux pointes acérées des feuilles de certaines espèces.

## Liste d'espèces
Selon World Checklist of Selected Plant Families (WCSP) (16 février 2017) :
- Spinifex × alterniflorus Nees (1846)
- Spinifex hirsutus Labill. (1806)
- Spinifex littoreus (Burm.f.) Merr., Philipp. J. Sci. (1912)
- Spinifex longifolius R.Br. (1810)
- Spinifex sericeus R.Br. (1810)